# Grasulf II de Frioul
Grasulf II de Frioul est duc lombard de Frioul vers 625 à 652.
Frère cadet de Gisulf II, Grasulf prend le titre de ducal vers 625 après le meurtre par les Byzantins à Oderzo, des deux fils aînés de Gisulf, Taso et Kako qui étaient corégents du duché. Paul Diacre ne donne aucune indication sur son règne, mais relève que son accession au trône mécontente les deux fils encore mineurs de Gisulf, Radoald et Grimoald qui refusent de se soumettre à l'autorité de leur oncle et trouvent refuge dans le duché de Bénévent chez le duc Arigis.